# باشگاه فوتبال سغدیانه جیزک
باشگاه فوتبال سغدیانه جیزک یک باشگاه فوتبال ازبکستانی در شهر جیزک است. این تیم در سال ۱۹۷۰ تاسیس شده و اکنون در لیگ برتر فوتبال ازبکستان بازی می‌کند.